# 武田梨奈のこだわりな時間
『武田梨奈のこだわりな時間』（たけだ りなの こだわりなじかん）は2021年6月5日から2022年9月24日までラジオ関西で毎週土曜日17時から17時30分に放送されたトーク番組である。武田梨奈の冠番組。
武田はこの放送がスタートした直後の2021年6月15日に30歳になり、「20代の最後に新たなチャレンジを」ということでラジオのパーソナリティーを担当することになった。
番組では、第1回は武田の自己紹介だったが、第2回以後は原則として前後編2週を一つのくくりとして、各界からゲストを神戸のラジオ関西本社スタジオやリモートで招き、ゲストの持つその人ならではのこだわりを対談する内容となっている。タイトルは「こだわり」に、武田梨奈の「梨奈」の名前にも掛けている。
この番組はラジオ関西での放送から3日後の火曜日18:30-19:00にラジオNIKKEI第1プログラムでも放送された。

## 出演
- 武田梨奈